# 被災者
被災者（ひさいしゃ、英: Victim, Disaster victim）とは災害を被った者。地震・台風等の天災や、事故・事件等の人災にあった人（人々）が含まれる。ただし、事件や事故の場合は被害者と呼ばれて、被災者と区別されることが多い。

## 被災者の分類
1970年5月31日のアンカシュ地震の被災者を研究したS・W・ドゥダシクの著書『Victimization in natural disaster. Disasters（災害の中の被災者と災害）』（1980年発行）の中において、被災者は、以下の4つのグループに分類されている。
1. 一次被災者 (Primary victims)
→災害の影響により何らかの損失等を受けた人（または人々）
2. 近接被災者 (Context victims)
→災害の影響または結果によって、直接・間接的に影響を受けた人（または人々）
3. 周辺被災者 (Peripheral victims)
→被災地域と強い関係を持ち、その結果として影響を受けた人（または人々）
4. 進入被災者 (Entry victims)
→被災地に外部から集まってきた人（または人々）

たとえば火災の場合、"火災で家を焼かれた人"は一次被災者となり、"火災の影響は受けなかったが、災害後の臭気等に悩まされる隣家"は近接被災者、"その家に縁を持つ近親者"は周辺被災者となる。また、"消火活動をする人"は進入被災者になりうるのである。
これに対して、ニュージーランドの精神科医A・J・W・タイラーとA・G・フレイザーは、もっと細かい分類をしている。2人の場合、近接被災者から進入被災者を二次被災者から四次被災者としていて、四次被災者以降に五次被災者と六次被災者を設けている。五次被災者は、災害に関与していなくても精神的に苦痛を感じる人（または人々）。六次被災者は、直接的な被災を免れたが間接・代理的に災害に関与した人（または人々）。となっている。
先ほどの例に当てはめると、五次被災者は"テレビ中継などで火災現場を見て不快な感情を持った人"、六次被災者は"火災の原因が外部にあり、その原因を作った人"であると言える。
以上のことから、被災者と外部との境界線を見つけることが難しいことが分かる。また、救援者やボランティアも被災者になることがあり、一概に被災者を、“災害の中心にいた人”と言うことはできない。

## 被災者に対する救済
被災者に対する救済は、以下のとおり。
- 義援金
- 仮設住宅
- 罹災証明書
- 火災保険など保険類
- 災害弔慰金
- 犯罪被害者給付制度
- 赤十字

## 心理社会的ケア
災害時に求められる精神保健活動について、次のようなものがある。
1. アウトリーチ（精神保健スタッフが被災地に赴き、現場で求められている援助を提供）
2. 地域住民の交流促進（「入居者交流会」「健康相談会」「お茶飲み会」などの企画開催）
3. 相談業務の拠点の設置（精神保健の専門スタッフが常駐する相談センターの設置）
4. 精神症状のスクリーニング（精神症状把握のために、簡便なスクリーニングのためのチェック項目を用意）
5. 活動の継続（家族を亡くしたり、転住を余儀なくされた人など、心理的影響が強いと予想される被災者に対しては通常の体制の中でのサポートを続ける）

被災した経験をきっかけに心的外傷後ストレス障害 (PTSD) の症状が表れる場合も多く、その際には適切な治療を行い被災者をサポートする（詳細は、「PTSD#治療」を参照）。また、PTSDの二次的反応として、うつ病・強迫性障害・解離性障害などが発症する場合もあり、その際にも適切な治療を行い被災者を支援する（詳細は、「うつ病#治療」・「強迫性障害#治療」・「解離性障害#治療」）。
また、日常生活の変化に対する、付き添いによるサポートなども含めたソーシャルワーク的支援も必要である。